# Jan Ernestowitsch Sten
Jan Ernestowitsch Sten (russisch Ян Эрнестович Стэн, lettisch Jānis Stens; * 9. Märzjul. / 21. März 1899greg. in Livland; † 20. Juni 1937 in Moskau) war ein sowjetischer Philosoph. Er galt als Experte in der Dialektik, Erkenntnistheorie und Sozialphilosophie.

## Leben
Jan Sten wurde während des Ersten Weltkriegs Mitglied der revolutionären Bewegung in Lettland. Er kämpfte im Russischen Bürgerkrieg und war Delegierter beim 9. und 10. Parteitag der Kommunistischen Partei. 
Sten lehrte an der Moskauer Staatsuniversität, war Mitglied der Redaktion der Zeitschrift Революция и культура, Transkription: Rewoljuzija i Kultura (Revolution und Kultur). Im Jahr 1925 unterrichtete er Josef Stalin zweimal wöchentlich in Philosophie. In der Zeit von 1928 bis 1930 war er stellvertretender Direktor des Marx-Engels-Instituts. Im Oktober 1932 wurde Sten aus der Partei ausgeschlossen und zum ersten Mal verhaftet. Während des Stalinschen Großen Terrors wurde er zum Tode verurteilt und erschossen.